# Милуоки Сити Хол
Милуоки Сити Хол e 108-метрова сграда на кметството в Милуоки, Уисконсин, Съединените американски щати. Тя е сред най-старите небостъргачи в света.
Завършена е през 1895 г. Проектирана е от архитекта Хенри Коч в германски ренесансов стил, по подобие на кметството на Хамбург, Германия. И тази сграда, както и много други в града, са изградени от германските емигранти и носят този стил.
Основите са от 2584 трупи от бял бор, превозени от блатистите местности около река Милуоки. Високата част на сградата е построена наново след пожар през октомври 1929 г. В началото на 2006 г. започва пълна реконструкция на „Милуоки Сити Хол“, както и възстановяване на камбанарията.